# HC Čestice
HC Čestice (celým názvem: Hockey Club Čestice) je český klub ledního hokeje, který sídlí v obci Čestice v Královéhradeckém kraji. Založen byl v roce 1954. Od sezóny 2017/18 působí v Orlickoústecké oblastní lize, neregistrované soutěži ledního hokeje v České republice. Klubové barvy jsou zelená, bílá a černá.
Své domácí zápasy odehrává v Rychnově nad Kněžnou na tamějším zimním stadionu.

## Přehled ligové účasti
Stručný přehled
Zdroj:
- 2004–2006: Královéhradecký a Pardubický krajský přebor (5. ligová úroveň v České republice)
- 2006–2008: Královéhradecký krajský přebor (5. ligová úroveň v České republice)
- 2008–2009: Pardubický krajský přebor (5. ligová úroveň v České republice)
- 2009–2011: Pardubická krajská soutěž (5. ligová úroveň v České republice)
- 2011–2013: Orlickoústecká oblastní liga (neregistrovaná soutěž v České republice)
- 2013–2017: Královéhradecká krajská soutěž (5. ligová úroveň v České republice)
- 2017– : Orlickoústecká oblastní liga (neregistrovaná soutěž v České republice)

Jednotlivé ročníky
Zdroj:
Legenda: ZČ - základní část, červené podbarvení - sestup, zelené podbarvení - postup, fialové podbarvení - reorganizace, změna skupiny či soutěže
| Česko (2004 – ) |                                             |                       |           |                                       |                         |
| Sezóny          | Soutěž                                      | Úroveň                | ZČ        | Play-off, nadstavba, sk. o udržení... | Poznámky                |
| 2004/05         | Královéhradecký a Pardubický krajský přebor | 5. úroveň             | 11. místo |                                       |                         |
| 2005/06         | Královéhradecký a Pardubický krajský přebor | 5. úroveň             | ?. místo  |                                       | Reorganizace            |
| 2006/07         | Královéhradecký krajský přebor              | 5. úroveň             | 9. místo  | Zápas o 9. místo (výhra)              |                         |
| 2007/08         | Královéhradecký krajský přebor              | 5. úroveň             | 8. místo  | Skupina o umístění (8. místo)         | Přechod do jiného kraje |
| 2008/09         | Pardubický krajský přebor                   | 5. úroveň             | 7. místo  | Čtvrtfinále                           | Reorganizace            |
| 2009/10         | Pardubická krajská soutěž                   | 5. úroveň             | 6. místo  | Zápas o 5. místo (prohra)             |                         |
| 2010/11         | Pardubická krajská soutěž                   | 5. úroveň             | 7. místo  | Čtvrtfinále                           | Odstoupení ze soutěže   |
| 2011/12         | Orlickoústecká oblastní liga                | neregistrovaná soutěž | 2. místo  |                                       |                         |
| 2012/13         | Orlickoústecká oblastní liga                | neregistrovaná soutěž | 1. místo  | Finálová skupina (3. místo)           | Změna soutěže           |
| 2013/14         | Královéhradecká krajská soutěž              | 5. úroveň             | 7. místo  | O pohár předsedy KVV ČSLH (5. místo)  |                         |
| 2014/15         | Královéhradecká krajská soutěž              | 5. úroveň             | 7. místo  | O pohár předsedy KVV ČSLH (5. místo)  |                         |
| 2015/16         | Královéhradecká krajská soutěž              | 5. úroveň             | 7. místo  | O pohár předsedy KVV ČSLH (4. místo)  |                         |
| 2016/17         | Královéhradecká krajská soutěž              | 5. úroveň             | 6. místo  | O pohár předsedy KVV ČSLH (4. místo)  | Odstoupení ze soutěže   |
| 2017/18         | Orlickoústecká oblastní liga                | neregistrovaná soutěž | 4. místo  | Zápas o 5. místo (výhra)              |                         |
| 2018/19         | Orlickoústecká oblastní liga                | neregistrovaná soutěž | 6. místo  |                                       |                         |
| 2019/20         | Orlickoústecká oblastní liga                | neregistrovaná soutěž |           |                                       |                         |